# Haplochernes
Genre
Haplochernes est un genre de pseudoscorpions de la famille des Chernetidae.

## Distribution
Les espèces de ce genre se rencontrent en Océanie, en Asie et dans les îles d'Afrique de l'Est.

## Liste des espèces
Selon Pseudoscorpions of the World (version 3.0) :
- Haplochernes aterrimus Beier, 1948
- Haplochernes atrimanus (Kästner, 1927)
- Haplochernes boncicus (Karsch, 1881)
- Haplochernes boninensis Beier, 1957
- Haplochernes buxtoni (Kästner, 1927)
- Haplochernes dahli Beier, 1932
- Haplochernes ellenae Chamberlin, 1938
- Haplochernes funafutensis (With, 1907)
- Haplochernes hebridicus Beier, 1940
- Haplochernes insulanus Beier, 1957
- Haplochernes kraepelini (Tullgren, 1905)
- Haplochernes madagascariensis Beier, 1932
- Haplochernes nanus Mahnert, 1975
- Haplochernes norfolkensis Beier, 1976
- Haplochernes ramosus (L. Koch & Keyserling, 1885)
- Haplochernes warburgi (Tullgren, 1905)

et décrite depuis
- Haplochernes wuzhiensis Gao & Zhang 2017

## Publication originale
- Beier, 1932 : Pseudoscorpionidea II. Subord. C. Cheliferinea. Tierreich, vol. 58, p. 1-294.